# Prionini
Tribu
Les Prionini sont une tribu de Coléoptères Cérambycidés de la sous-famille des Prioninae.

## Morphologie
Les Prionini sont aisément reconnaissables parmi les Prioninae pour avoir trois longues épines à chaque côté du prothorax, très rarement raccourcies ou doublées par des autres épines plus petites.

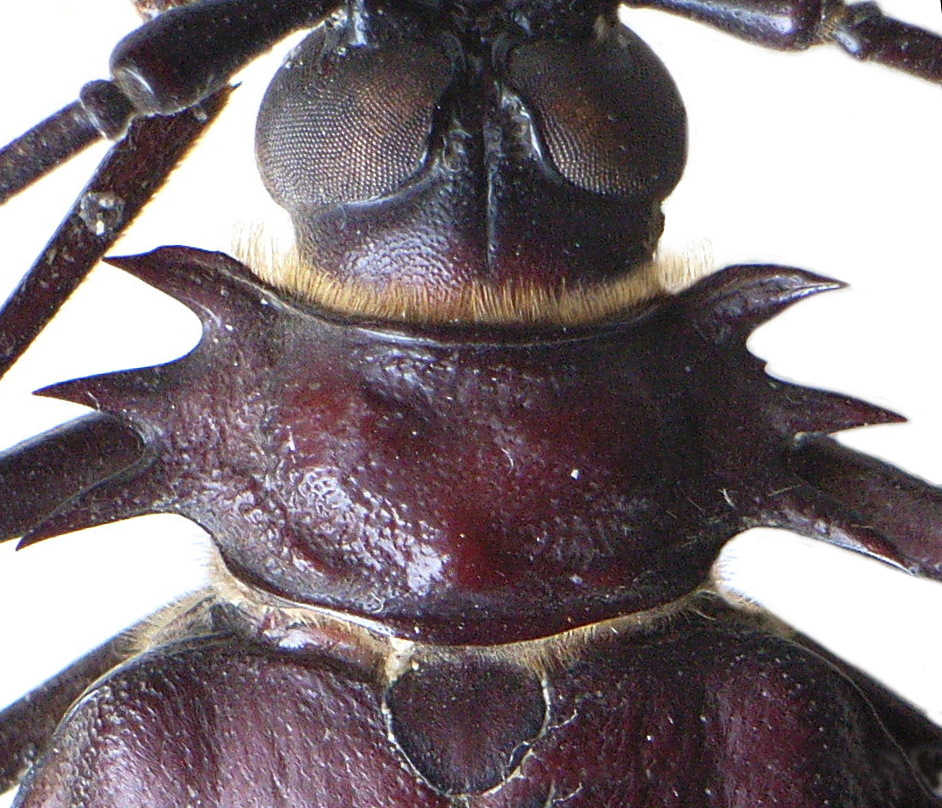
Prothorax tridenté d'un prionine américain

## Liste des genres présents en Europe
Seul le genre Prionus est répandu en Europe, avec deux espèces, dont une seule (Prionus coriarius) est présente en Suisse, France, Belgique et Luxembourg, :
genre Prionus Geoffroy, 1762
- sous-genre Prionus Geoffroy, 1762

espèce Prionus coriarius (Linnaeus, 1758)
- sous-genre Mesoprionus Jakovlev, 1887

espèce Prionus besicanus Fairmaire, 1855

## Autres genres
- Derobrachus Audinet-Serville, 1832
- Orthosoma Audinet-Serville, 1832
- Titanus Audinet-Serville, 1832